# Piotr Trochowski
Piotr Artur Trochowski (Tczew, 22 de março de 1984) é um futebolista polonês naturalizado alemão que atua como meia. Atualmente está sem clube. De acordo com seu perfil na Copa do Mundo FIFA 2010 é um craque conhecido por sua "velocidade, agilidade e técnica de drible e alto poder de finalização".

## Vida pessoal
Trochowski nasceu em Tczew na Polônia. Sua família, com pai e Wiesław Alicja, sua mãe, partiram para Hamburgo com o direito de retorno para pessoas de ascendência étnica alemã quando Piotr tinha cinco anos. Sendo a partir da histórica região Prússia Ocidental, no interior do Império Alemão até 1919 (e novamente a partir de 1939 até março de 1945), a família Trochowski, ainda eslava, tinha ascendência alemã.

## Carreira
Aos nove anos de idade, ainda criança, Trochowski começou sua carreira no Billstedt Horn, em seguida, jogou pelo SC Concordia e FC St. Pauli, em Hamburgo. Em 1999, foi transferido para o Bayern de Munique, começando na equipe júnior, em seguida, foi para a equipe amadora. Ficou frustrado, porém, com sua falta de tempo de jogo.[carece de fontes?]
Em janeiro de 2005, se mudou de volta à Hamburgo jogar no Hamburger SV. Thomas Doll, gerente da equipe deu-lhe uma chance e Trochowski provou seu valor. Dentro de duas temporadas marcou cinco gols, chegando à Liga dos Campeões da UEFA.
No dia 5 de abril de 2011, o agente de Trochowski Roman Grill confirmou que seu cliente seria transferido para o Sevilha, quando seu contrato expirou no final da temporada. Trochowski tinha sido um jogador irregular de Hamburgo durante a segunda metade da temporada. Quando estava sem clube em julho de 2015,recebeu uma proposta do Augsburg para retornar ao campeonato alemão,e aceitou.

## Carreira internacional
Trochowski nasceu na Polônia, portanto foi elegível para jogar para a seleção de seu país, mas por uma série de contratempos ele escolheu jogar para a Alemanha. Trochowski disse em resposta: "Meu coração está mais próximo para a Polônia, mas ninguém ali estava interessado em mim, então eu toco para os alemães. Não houve resposta à carta da minha mãe, e os alemães estavam interessados em mim." Ele disse isso em uma entrevista em agosto de 2005. No diário alemão Die Welt, no entanto, Trochowski, disse que, "Mesmo naquela época, eu queria jogar para a Alemanha, porque aqui eu gostei da minha escola e ganhei minhas habilidades futebolísticas".
Trochowski jogou na equipe sub-20 da equipe da Copa do Mundo de 2003. Um ano após sua transferência para o Hamburgo, Joachim Löw o chamou pela primeira vez atuar como titular, e ele estreou em 07 de outubro de 2006 no amistoso contra a Geórgia. Depois de ter aparecido seis vezes durante os jogos de qualificação , Trochowski foi selecionado para a 23 jogadores-de-final para o Euro 2008. Marcou seu primeiro gol pela Alemanha em 15 de outubro de 2008 em uma Copa do Mundo 2010 Qualifier contra País de Gales.[carece de fontes?]